# Václav Hanuš (výtvarník)
Václav Hanuš (26. února 1924 Mlázovice – 24. října 2009) byl český šperkař a sklářský výtvarník. Nejprve vystudoval Střední odbornou školu šperkařskou (1943) a poté studoval na pražské Vysoké škole uměleckoprůmyslové pod vedením Karla Štipla (1949). V 50. letech 20. století působil v nově založeném výtvarném středisku Sklo Union v závodě v Dubí a posléze v Jabloneckých sklárnách. Jeho dílo je zastoupeno ve sbírkách Uměleckoprůmyslového muzea v Praze, Moravské galerie v Brně či Severočeského muzea v Liberci. K exteriérovým pracím patří například plastika Tanečnice (1977), umístěná na Horním náměstí v Jablonci nad Nisou.

## Galerie

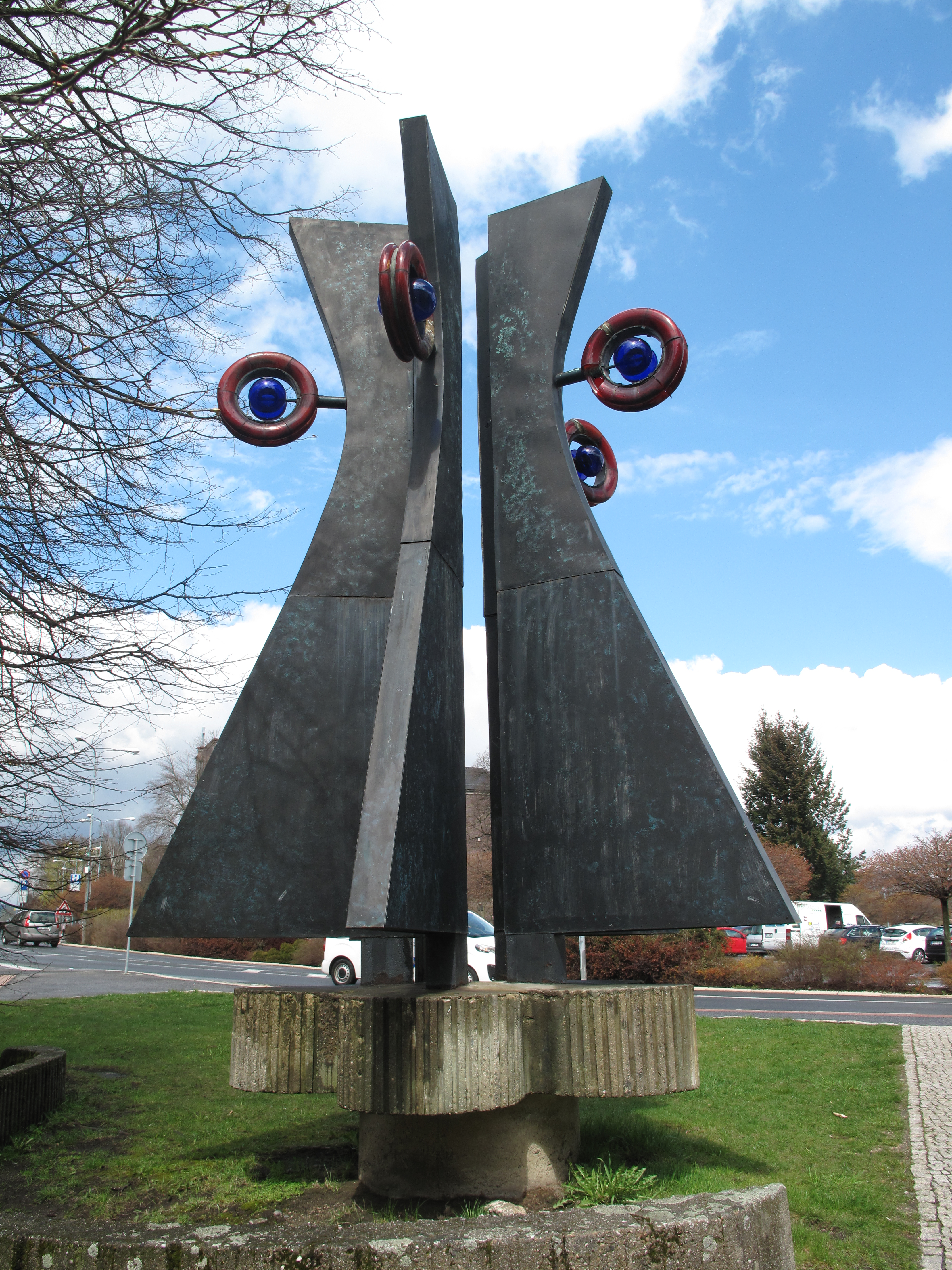
Plastika Tanečnice (1977) na Horním náměstí v Jablonci nad Nisou
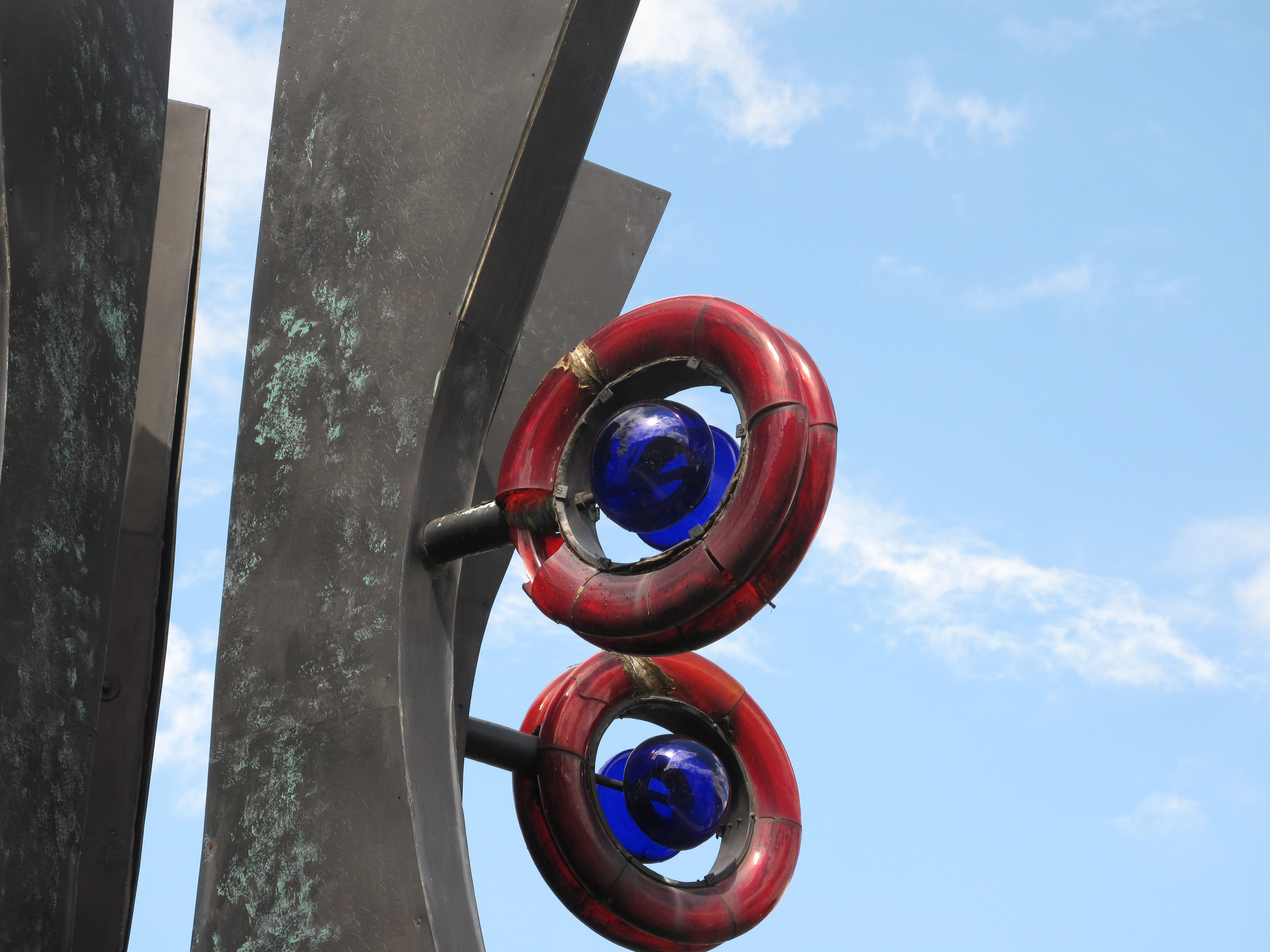
Skleněná část plastiky Tanečnice